# Peachtree Corners
Peachtree Corners – miasto w Stanach Zjednoczonych, w stanie Georgia, w hrabstwie Gwinnett. Według spisu w 2020 roku liczy 42,2 tys. mieszkańców. Jest częścią obszaru metropolitalnego Atlanty i największym miastem w hrabstwie Gwinnett.  
Uzyskało prawa miejskie w 2012 roku i jest drugim najbardziej zamożnym w hrabstwie Gwinnett, z medianą dochodu gospodarstwa domowego powyżej 94 tys. dolarów. 

## Demografia
Mieszkańcy rasy białej pochodzenia nie-latynoskiego stanowią mniej niż połowę populacji. Według danych z 2020 ludzie rasy białej stanowili 51,2% mieszkańców (46,7% nie licząc Latynosów); 24,6% ludzie rasy czarnej (włączając w to Afroamerykanów); 10% Azjaci; 0,9% rdzenna ludność Ameryki i 5,3% dwóch lub więcej ras. 15,3% ludności stanowili ludzie pochodzenia latynoskiego, z czego więcej jak połowa z nich to Meksykanie.